# メフルダード・ミーナーヴァンド
メフルダード・ミーナーヴァンド・チャール（ペルシア語: مهرداد میناوند چال、ラテン文字：Mehrdad Minavand Chal、登録名：メフルダード・ミーナーヴァンド、1975年11月30日-2021年1月27日）はイラン・テヘラン出身の元プロサッカー選手、サッカーイラン代表選手である。現役時代は主に左サイドのウイングとして活躍。引退後はポップシンガーとして活動していた。

## 来歴

### クラブ
ミーナーヴァンドはケシャーヴァルズ、ペルセポリスFC、セパーハーン、ラーフ・アーハンなどのイラン国内クラブの他、オーストリアのSKシュトゥルム・グラーツやベルギーのシャルルロワSC、アラブ首長国連邦のアル・シャバーブなど国外のクラブでもプレーした。2005-2006シーズンを最後に現役を引退している。

### 代表
ミーナーヴァンドはサッカーイラン代表として試合に出場しており、特に1998 FIFAワールドカップではグループリーグの全3試合に出場している。

### 死去
2021年1月27日、新型コロナウイルス感染により死去。45歳没。

## 個人成績
| シーズン  | クラブ名         | 国     | ディヴィジョン | 試合 | 得点 |
| --------- | ---------------- | ------ | -------------- | ---- | ---- |
| 2002-2003 | ペルセポリス     | イラン | 1              | 8    | 0    |
| 2003-2004 | ペルセポリス     | イラン | 1              | 11   | 0    |
| 2004-2005 | セパーハーン     | イラン | 1              | 19   | 0    |
| 2005-2006 | ラーフ・アーハン | イラン | 1              | 0    | 0    |

## 代表歴

### 出場大会
- イラン代表
  - 1998 FIFAワールドカップ

### 試合数
- 国際Aマッチ 68試合 4得点（1996年-2002年）[3]

| イラン代表 | 国際Aマッチ | 国際Aマッチ |
| 年         | 出場        | 得点        |
| ---------- | ----------- | ----------- |
| 1996       | 7           | 1           |
| 1997       | 16          | 2           |
| 1998       | 10          | 0           |
| 1999       | 3           | 0           |
| 2000       | 12          | 0           |
| 2001       | 16          | 1           |
| 2002       | 4           | 0           |
| 通算       | 68          | 4           |